# Proteína del retinoblastoma
Rb (también denominada pRB) es la proteína del retinoblastoma, una proteína supresora de tumores que se encuentra alterada en muchos tipos de cáncer, entre ellos el cáncer de pulmón, melanoma, cáncer de próstata y cáncer de mama. Originalmente se detectó esta alteración en cáncer de retina, de donde deriva su nombre.
Una de las funciones principales de pRb es la inhibición de la progresión del ciclo celular antes de la entrada en mitosis, de manera que la célula no entra en división hasta que está preparada para ello y se dan las condiciones adecuadas: pRb impide por tanto la proliferación celular. Por ello, la inactivación de pRb puede suponer la aparición de un cáncer, ya que con ello se elimina un importante freno a la proliferación celular. Así por ejemplo, si una proteína oncogénica, tales como las producidas por células infectadas con los tipos de alto riesgo del virus del papiloma humano (HPV), se unen e inactivan pRb, se puede promover la aparición de cáncer cervical (entre otros).
pRb pertenece a la familia de las proteínas pocket (bolsillo), cuyos miembros presentan un bolsillo para la unión funcional a otras proteínas. Dentro de esta familia también se encuentran las proteínas p107 y p130, que son estructural y funcionalmente similares a pRb y participan en las mismas vías de señalización, pero muestran funciones diferentes de pRb en determinados contextos.

## Nombre y genética
En humanos, esta proteína está codificada por el gen RB1 localizado en 13q14.1-q14.2. Si ambos alelos de este gen se encuentran mutados en un momento temprano de la vida de un individuo (durante la infancia), la proteína se inactiva y ello resulta en el desarrollo de cáncer de retina, denominado retinoblastoma, de ahí el nombre Rb. Se desconoce por qué se produce cáncer sobre todo en la retina como resultado de una mutación en un gen que es importante en todas las células del organismo. 
El modelo de funcionamiento de los genes supresores de tumores fue propuesto en primer lugar por Alfred Knudson en la década de 1970, para explicar precisamente el mecanismo hereditario del retinoblastoma, una enfermedad autosómica dominante. Knudson propuso que, en las familias afectadas por la forma hereditaria de retinoblastoma, se produce un primer evento (primer hit) en la línea germinal que inactiva uno de los dos alelos de RB1. Como el otro alelo permanecería activo, esto solo produciría una disminución del 50% en la cantidad de proteína activa, lo cual tiene un efecto despreciable. Knudson propuso entonces que debe producirse la pérdida del segundo alelo de RB1 (segundo hit) en un tejido somático para que se desarrolle un tumor en el mismo. Esto conduce a una paradoja: aunque la transmisión de la predisposición a desarrollar un tumor es dominante (porque basta un alelo mutado parta transmitir la predisposición), el desarrollo del tumor en sí mismo es recesivo (porque hacen falta dos alelos mutados para producir el tumor).
Existen dos formas de retinoblastoma: una forma bilateral (en la que aparecen tumores independientes en los dos ojos), familiar, y una forma unilateral (en la que aparece un solo tumor en uno de los ojos), esporádica. Los afectados con el primer tipo tienen una probabilidad 6 veces mayor de desarrollar otros tipos de cáncer durante su vida, sobre todo osteosarcoma. Esto se debe a que en las formas familiares, todos los tejidos somáticos presentan un alelo mutado, por lo que solo necesitan una segunda mutación para provocar la pérdida de función, mientras que en los casos esporádicos hacen falta dos eventos en cada tejido, lo cual ocurre con menor frecuencia. La pérdida de un alelo se puede producir de diversas maneras:
- pérdida del cromosoma 13 completo;
- pérdida del cromosoma 13 normal y duplicación del 13 con el gen mutado;
- recombinación homóloga entre los dos cromosomas 13 durante mitosis;
- adquisición de una mutación independiente en el segundo alelo de RB1;

En todos los casos, excepto en la mutación independiente, se perderían además todos los marcadores genéticos localizados alrededor de RB1 (y por tanto, ligados a este gen), una situación que se denomina pérdida de heterocigosis (LOH por sus siglas en inglés, lost of heterozigosity), una condición que se observa frecuentemente en cáncer.
El gen RB1 fue clonado en 1986, uno de los primeros éxitos del método de clonaje posicional. Como predecía la hipótesis de Knudson, cuando se analizaron tumores de retinoblastoma utilizando cDNA  como sonda en Northern blots, se observó que había tumores en los que el ARN mensajero estaba completamente ausente, mientras que en otros se observaba un ARNm de tamaño anormal. En otros casos, el tamaño del ARNm aparecía normal, pero la secuenciación del mismo reveló la presencia de mutaciones puntuales que afectaban a la función de la proteína. En ningún caso se observaron ARNm normales de RB1 en tumores de retinoblastoma.
Se han identificado ortólogos de RB1 en la mayoría de los mamíferos, para los cuales existen datos genómicos completos.

## Supresión de la progresión del ciclo celular
pRb impide que células con ADN dañado progresen en el ciclo celular y repliquen su ADN, evitando así que se perpetúen los daños producidos. En concreto, pRb detiene el ciclo celular entre G1 (intervalo 1) y S (fase de síntesis).  Para realizar esta función, pRb se une e inhibe factores de transcripción de la familia E2F, que están compuestos de dímeros de una proteína E2F y una proteína DP (por dimerization partner). Los complejos E2F-DP son capaces de activar la transcripción de una serie de genes que inducen la entrada de la célula en fase S. Mientras E2F-DP permanece inactivo, la célula permanece estancada en la fase G1. Cuando pRb se une a E2F, el complejo se inactiva, de forma que pRb funciona como un supresor de la proliferación celular, al inhibir la progresión a través del ciclo celular.  El complejo pRb-E2F/DP también produce la unión de una histona deacetilasa (HDAC) a la cromatina, lo cual disminuye la transcripción de factores que promueven la entrada en fase S, amplificando así la inhibición de la síntesis de ADN.
El gen RB que es el encargado de sintetizar la proteína Rbp (proteína de retinoblastoma) juega un papel fundamental en el proceso de la senescencia

## Activación e inactivación
pRb puede encontrarse en dos estados: hipofosforilado e hiperfosforilado. En el estado hipofosforilado, pRb es activo, y puede realizar su función de supresor de tumores, uniéndose a E2F-DP y bloqueando la progresión de la célula a través del ciclo celular. 
Cuando se precisa que la célula se divida, complejos de kinasas dependientes de ciclinas (CDK) y ciclinas fosforilan pRB, inhibiendo su actividad,<ref), la fosfatasa PP1 defosforila pRb, devolviéndolo a su estado hipofosforilado y activándolo, para evitar que la célula entre en un nuevo proceso de división.

## Otras funciones de pRB
Además de inhibir la proliferación celular mediante la inhibición de E2F-DP durante la fase G1, hoy se conoce que pRb realiza otras muchas funciones, que incluyen el control de la diferenciación celular durante la embriogénesis y en tejidos adultos, la regulación de la muerte celular por apoptosis, mantenimiento de las células en un estado permanente de parada en el ciclo y preservación de la estabilidad cromosómica.
En la actualidad, pRb se considera como un co-regulador de la transcripción, que puede unirse a muchos factores de transcripción y potenciar o antagonizar la acción de estos. Además, pRb es una proteína adaptadora que recluta enzimas remodeladoras de la cromatina para controlar la expresión de genes específicos y para modificar la estructura de la cromatina a nivel cromosómico.

## Interacciones

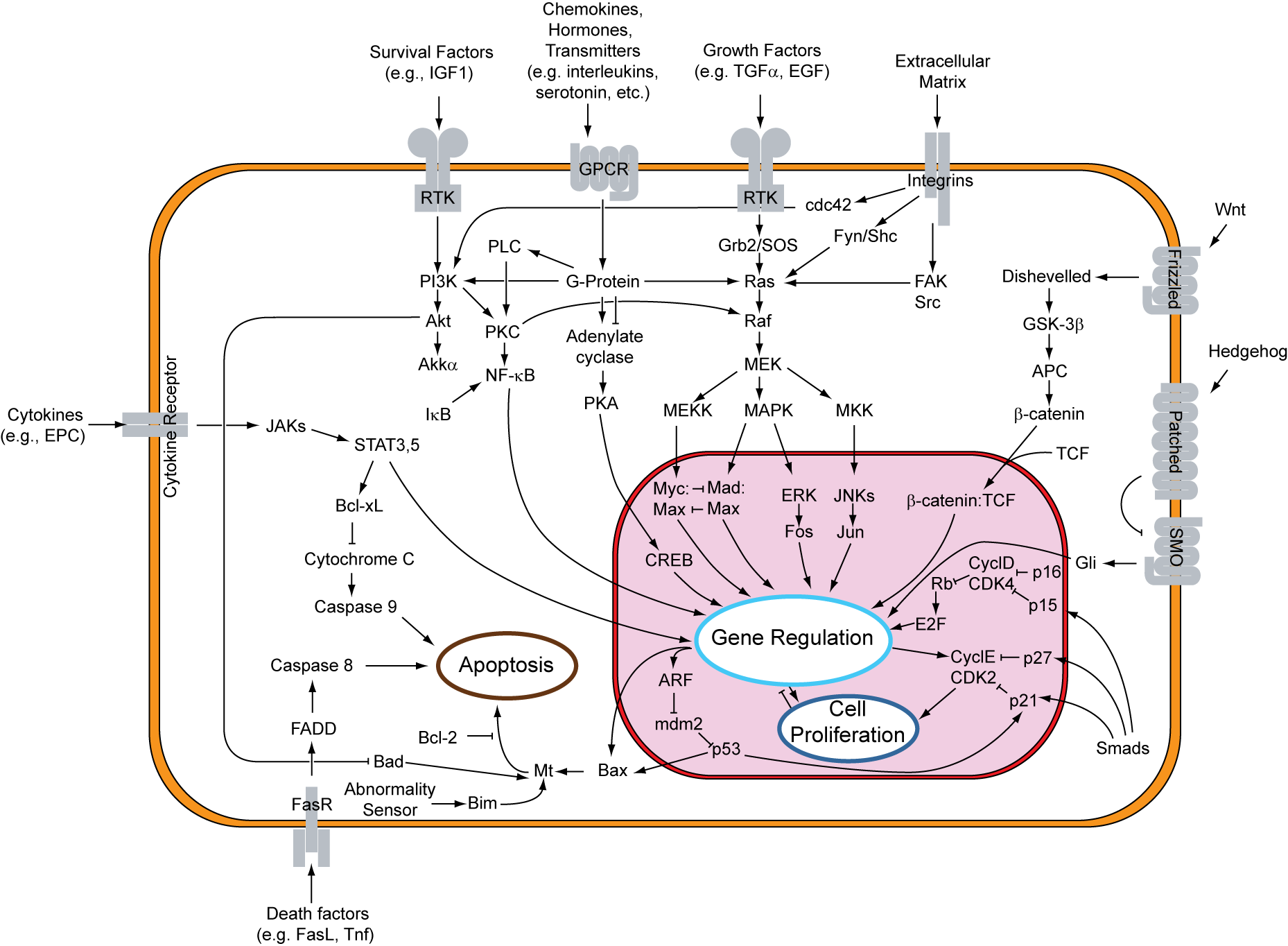
Vista general de las señales de transducción implicadas en apoptosis.

Se han identificado interacciones de pRb con las siguientes proteínas:
- ADN polimerasa α1[17]
- LIN9[18]
- CUTL1[19]
- E2F2[20]
- Ciclina T2[21]
- RBBP8[22][23]
- E2F1[24][25][26][27][28][29][30]
- RBBP7[31][32]
- PRDM2[33]
- ARID4A[34]
- MRFAP1[35][25]
- RBBP4[24][32][36]
- JARID1A[37][38]
- BRF1[39][40]
- BRCA1[41][42][31]
- Gen Abl[43][44]
- c-Raf[45][46]
- Ciclina A1[47]
- MORF4L1[35][25]
- Ciclina D1[48][49]
- Prohibitina[46][50]
- E4F1[27]
- Receptor de aril hidrocarbonos[51]
- DNMT1[52]
- HDAC3[53][34]
- FRK[54]
- Inhibidor 2 del activador de plasminógeno[55]
- SUV39H1[56][57]
- NCOA6[58]
- SNAPC1[59]
- THOC1[60]
- HDAC1[22][61][62][63][64][34][65]
- HDAC2[34]
- SNAPC3[59]
- PA2G4[66]
- SNW1[67]
- Receptor androgénico[68][69]
- RBBP9[70]
- ENC1[71]
- MCM7[72]
- PIK3R3[73]
- TRAP1[74]
- Cdk9[21]
- TAF1[48][75][76][77]
- PRKRA[78]
- UBTF[79]
- EID1[80][81]
- AATF[82][83]
- TRIP11[84]
- PPARG[53]
- MyoD[85][86]
- USP4[87]
- c-Jun[88]
- Proteína de la leucemia promielocítica[89]
- HBP1[90]